# Iberian Books
Iberian Books es un proyecto de investigación bibliográfico sobre el desarrollo de la imprenta  en España, Portugal y el Nuevo Mundo al comienzo de la Edad Moderna. Mantiene un catálogo de las obras impresas que se conocen, con enlaces a copias supervivientes y a ediciones digitales. Está financiado por la Andrew W. Mellon Fundación. Los registros están disponibles en una base de datos de acceso abierto con una licencia Creative Commons.
Se creó en 2007 en la Facultad de Historia del University College de Dublín. En diciembre de 2016 el proyecto ya ofrecía datos desde el comienzo de la imprenta en la Península ibérica alrededor 1472 hasta mitad del siglo XVII. A finales de 2017, el proyecto espera haber publicado los datos de los libros publicados durante la segunda mital del siglo XVII. La base de datos disponible actualmente (1472-1650) tiene información de más de 66 000 ediciones, 339 000 ejemplares, y 15 000 copias digitales.
El proyecto colabora con el Digital Library Group del University College de Dublín y con el Universal Short Title Catalogue Project de la Universidad de St Andrews.

## Proyecto
Iberian Booksos es un recurso bibliográfico similar al English Short Title Catalogue, que permite identificar trabajos por un autor o editor, o en un tema concreto. Además, ayuda a identificar tendencias editoriales más amplias. El conjunto de datos está publicado siguiendo la iniciativa OAI-PMH para el uso de metadatos, siguiendo los formatos Dublin Core y MODS. Los datos han sido añadidos al catálogo USTC de la Universidad de St Andrews.
El proyecto ha sido citado en revista y monografías académicas artículos, y por casas de subasta importante.